# Murerplan

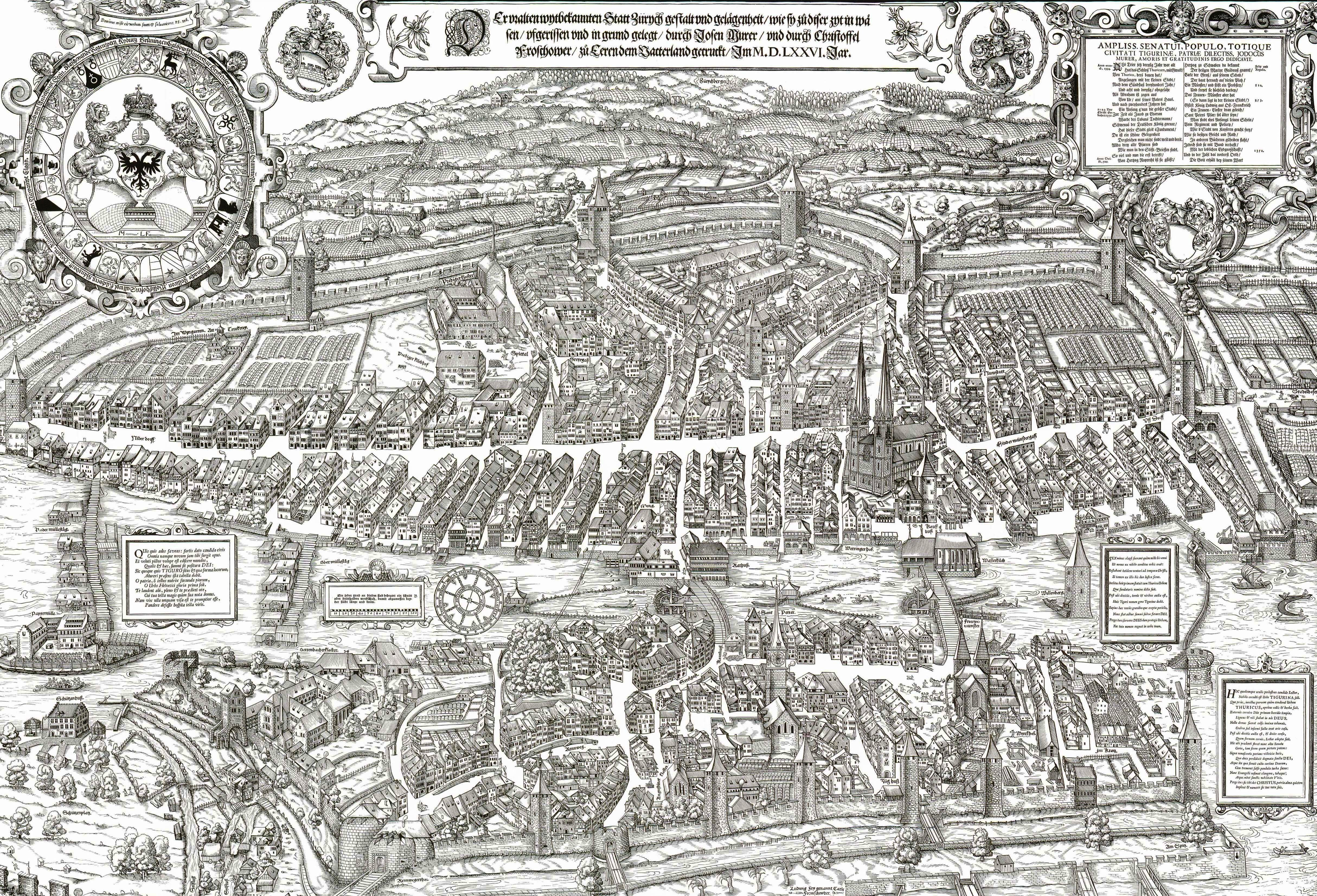
Der Murerplan

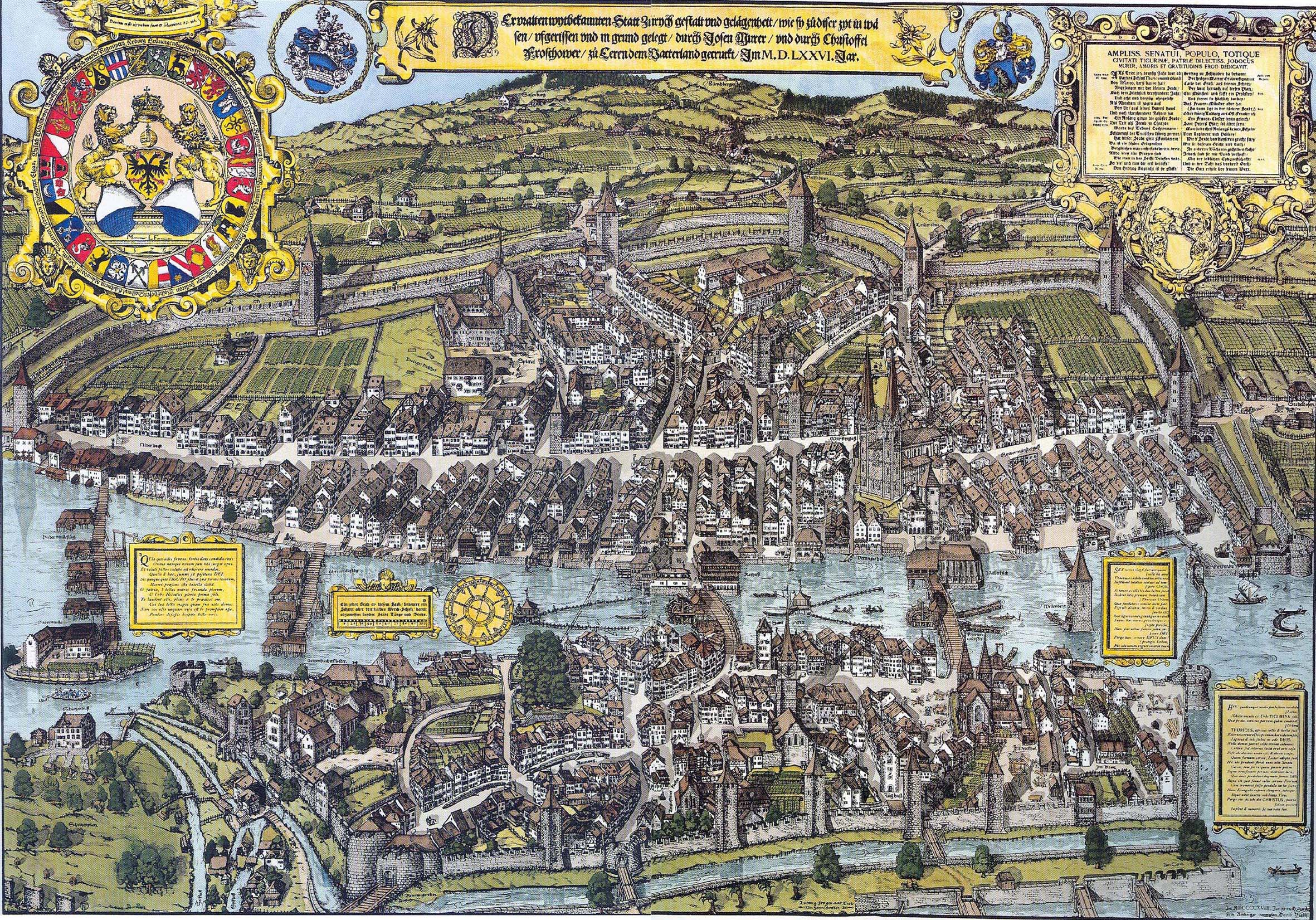
Der Murerplan, koloriert

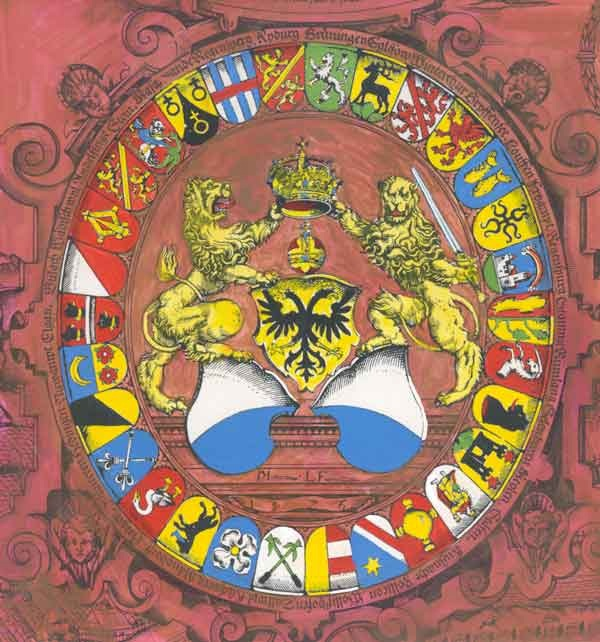
Kolorierte Wappenscheibe aus dem Murerplan

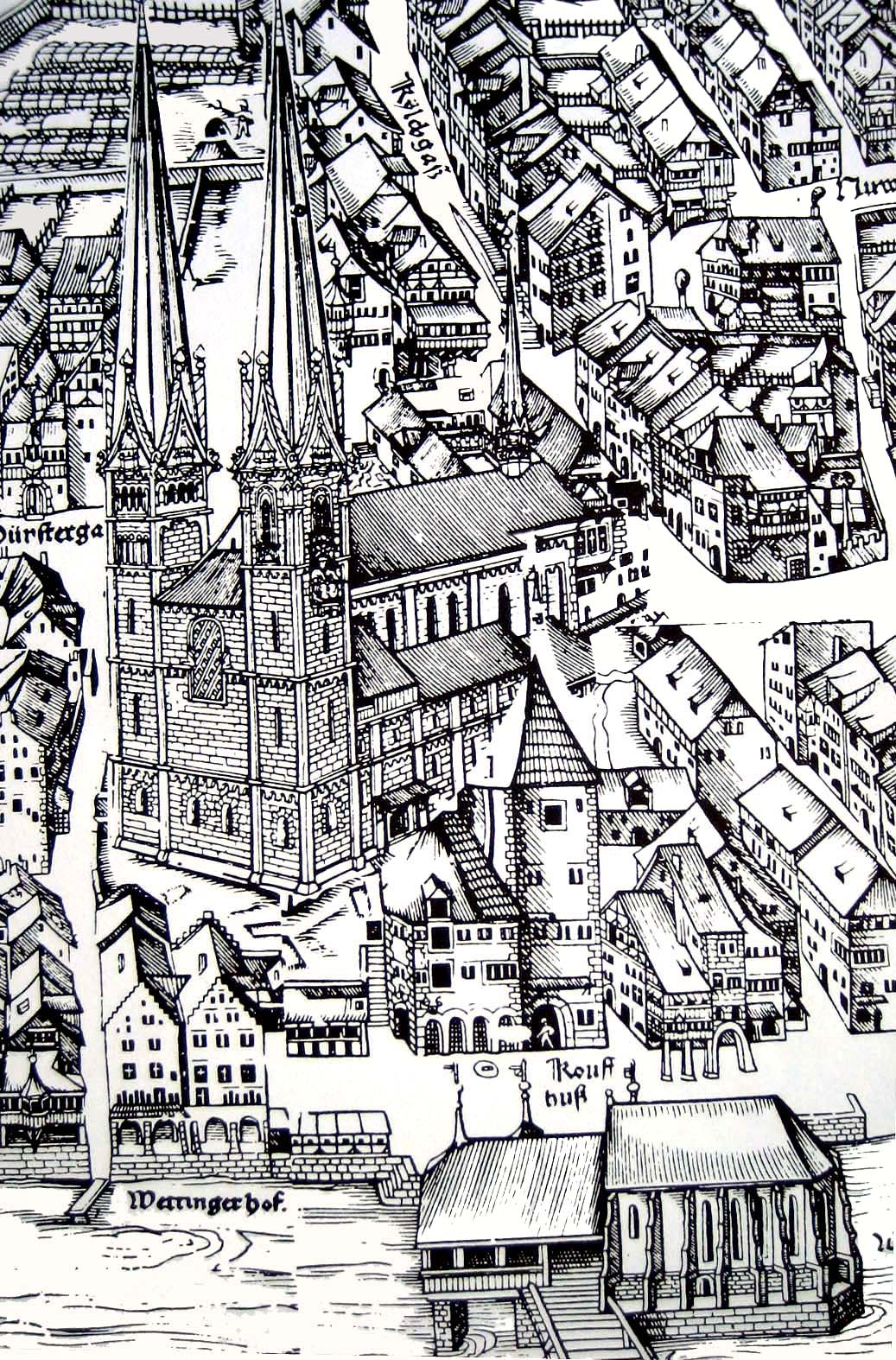
Detail: Grossmünster und Wasserkirche. Unten links (im Wasser) sowie rechts in der Mitte ist zu erkennen, wo zwei Druckstöcke aneinander stossen

Der Murerplan ist ein Holzschnitt der Stadt Zürich des Zürcher Glasmalers und Kartografen Jos Murer aus dem Jahr 1576.

## Plan
Die Originalüberschrift lautet:

„Der uralten wytbekannten Statt Zurych gestalt und gelaegenhait / wie sy zuo diser zyt in waesen / ufgerissen und in grund gelegt / durch Josen Murer / und durch Christoffel Froschaower / zuo Eeren dem Vatterland getruckt / Im M.D.LXXVI. Jar.“

Angeregt durch Ansichtspläne anderer Städte (Venedig, Strassburg, Augsburg, Basel etc.) wollte Jos Murer seiner Vaterstadt ein Denkmal setzen. Da in seiner Glasmalerwerkstatt in dieser Zeit nur wenige Bestellungen eingingen, musste sich Murer, Vater von zwölf Kindern, etwas einfallen lassen. Ausgerüstet mit einer ‚Mesz-Schybe’ und Schrittmass vermass er das Gebiet innerhalb der Stadtmauern und übertrug es auf Leinwand. Danach schritt er die Gassen ab und zeichnete jedes Haus und jeden Baum aus der gleichen Richtung. So entstand auf Leinwand ein farbiges Gemälde der Stadt in der faszinierenden Vogelperspektive in der Grösse des späteren Holzschnittes, aber mit viel mehr Details. Der Rat nahm das Gemälde „mit trefflichem Wohlgefallen“ entgegen und verehrte dem Meister grosszügige 200 Pfund (100 Gulden). Dieses Bild ist verloren.
Im Zürcher Rat sass auch der Drucker Christoph Froschauer, der das Potential dieses ‚Stadtplanes‘ erkannte. Falls es gelingen würde, ihn zu vervielfältigen, könnte man ihn in vielen Exemplaren verkaufen. Murer übertrug das Original auf dünnes Ölpapier. Darauf wurde es auf sechs Platten aus Birnbaumholz von je 45 × 45 cm seitenverkehrt „gerissen“. Der Formschneider Ludwig Friyg begann in seiner Werkstatt an der Froschaugasse mit grosser Kunst und unsäglichen Mühen alle Teile, die im späteren Abdruck weiss werden sollten, wegzuschneiden. Kleinere Schriften wurden erst später auf separaten Holzstreifen eingefügt. 1576 wurde der Plan trotz militärischer Bedenken gedruckt.
Da das Grossmünster genau auf einen Schnittpunkt fiel, wurde dafür ein eigener Druckstock vorgesehen. Der Abdruck des Grossmünsters musste genau ausgeschnitten und auf das fertige Bild geklebt werden. Allerdings scheint der erste Grossmünster-Druckstock verloren gegangen oder zerstört worden sein, denn der erhaltene Druckstock stammt offensichtlich nicht von Murer und Friyg, was sich leicht an der veränderten Darstellungsweise erkennen lässt. Er dürfte etwa um 1610 entstanden sein.
Der Plan ist äusserst reich an Details und dient deshalb als Quelle für den Zustand der Stadt im 16. Jahrhundert. Zürich hatte sein mittelalterliches Aussehen aus dem 13. Jahrhundert bis in diese Zeit hinein bewahrt, auch wenn die Holzhäuser nach und nach durch Steinbauten ersetzt worden waren und die Stadt in dieser Zeit zunehmend verdichtet wurde. Die Ausbreitung der Stadt über die mittelalterlichen Mauern hinaus und eine eigentliche Stadtplanung begannen erst im 17. Jahrhundert, als im Zusammenhang mit dem Dreissigjährigen Krieg zusätzliche Schanzen gebaut wurden.
Der Fröschengraben am unteren Rand des Planes entspricht der heutigen Bahnhofstrasse. Beim Rennwegtor war der Haupteingang zur Stadt. In der unteren linken Ecke, beim Zusammenfluss von Sihl und Limmat, steht heute der Hauptbahnhof.

## Auflagen
- 1. Auflage, 1576 (?): Christoffel Froschauer d. J., Zürich (Von dieser Auflage ist kein Exemplar nachgewiesen)
- 2. Auflage, 1670: Bodmerscher Buchladen, Zürich. (Auch diese Auflage ist durch keinen Druck sicher belegt)
- 3. Auflage, um 1700: Drucker und Verleger sind nicht bekannt (eventuell Gessner?)
- 4. Auflage, 1766: Hauptmann Johannes Hofmeister, Zürich (erkenntlich am Verlagshinweis: Zu finden in Zürich, bey Hauptmann Hofmeister, Buchbinder an der Rosengass, 1766)
- 5. Auflage, 1859/1860: Orell, Füssli & Co, Zürich (Verlagshinweis, in Nachahmung alten Druckes und alter Sprache: Getruckt und zu haben bey Christoff Froschowers nachfolgern Orell, Füssli und Comp. in Zürich.)
- 6. Auflage, 1918: Fritz Amberger (Friedrich Gustav Amberger), Zürich (Verlegerangabe in der rechten unteren Ecke, in den Wellen der Limmat: Jm MDCCCCXVIII. Jar getruckt durch Fritz Amberger vormalen David Bürklj.)
- 7. Auflage, 1966: Verlag Emil Matthieu, Zürich. Auflage von 500 nummerierten Exemplaren mit dem Vermerk Gedruckt und zu haben bei E. Matthieu, Zürich MCMLXVI.
- 8. Auflage, 1996: Peter Kneubühler, Zürich, für das Vermessungsamt der Stadt Zürich (Auflage von 500 nummerierten Exemplaren mit dem Vermerk: MCMXCVI gedruckt durch Peter Kneubühler, Zürich, in der linken unteren Ecke der Planvedute und Hundert Jahre Vermessungsamt der Stadt Zürich MDCCCXCVI – MCMXCVI, in der Massstabskartusche).

Da die heute über vierhundertjährigen und durch das Alter leicht verbogenen Holzschnitte den mechanischen Druck in der Presse nicht mehr ausgehalten hätten, wurden die 7. und die 8. Auflage Blatt für Blatt von Hand abgerieben.
Diese Chronologie ist, vor allem, was die frühen Auflagen anlangt – nicht endgültig. Die Druckstöcke sind im Besitz des Staatsarchivs.